# Heidi Levine
Heidi Levine est une photojournaliste américaine, reporter de guerre née à Boston dans le Massachusetts.
Depuis 1983, elle couvre les moments les plus critiques du Moyen-Orient, dont les révolutions en Égypte et en Libye, la crise en Syrie et la guerre israélo-libanaise.
Elle réside à Jérusalem et est représentée par l’agence française Sipa Press.

## Biographie

### Jeunesses
Heidi Levine découvre la photo grâce à son père, un passionné qui lui offre son premier appareil à seize ans. C’est à cette période qu’elle décide de devenir photographe reporter, notamment en lisant le Boston Globe.

### Carrière professionnelle
Elle commence sa carrière en 1983, en tant que collaboratrice de l'agence Associated Press en Israël.
En 2015, elle est lauréate du premier prix Anja Niedringhaus qui récompense le courage en photojournalisme et continue de documenter les blessures engendrées par le conflit à Gaza,.
Heidi Levine a également suivi les troupes américaines en Irak et photographié la fuite des réfugiés irakiens et syriens.
Ses photographies ont été publiées dans de nombreuses publications internationales dont Time, Paris Match, L'Express, Newsweek, The New York Times Magazine, The Sunday Times Magazine, Amnesty International et Forbes Magazine.
Elle réside à Jérusalem et est représentée par l’agence française Sipa Press.

## Récompenses
- 2012 : PDN Annual 2012 Libya's Civil War
- 2015 : prix Anja Niedringhaus du courage en Photojournalisme
- 2015 : Prix du public Bayeux Calvados des correspondants de guerre pour son reportage sur Gaza Guerre et guérison à Gaza[1],[5]
- 2015 : Prix du jury Bayeux Calvados des correspondants de guerre[1]